# Sidi Merouane (distrito)
Sidi Merouane é um distrito localizado na província de Mila, Argélia, e cuja capital é a cidade de mesmo nome.[carece de fontes?] É composto por duas comunas.